# Gralla (instrument)
La gralla és un instrument de vent fet de fusta format per un tub de forma troncocònica d'uns 35 cm de llargada, que amplifica el so produït per una canya doble, l'inxa. En la classificació de Hornbostel-Sachs està inclòs en el grup 422.112, dels aeròfons de llengüeta doble i tub cònic. D'instruments similars a la gralla, n'hi ha pràcticament arreu del món, la qual cosa fa pensar que l'instrument és molt antic. D'aquests instruments, els més directament relacionats amb la gralla són la dolçaina valenciana, la dulzaina aragonesa, el graile occità o la gaita navarresa.
De gralles n'hi ha de diferents tipus: la gralla seca, que és el model més primitiu (té un so sec o dur), la gralla dolça o de claus, que és un model més modern (té un so més dolç i disposa de dues o més claus metàl·liques per augmentar-ne la tessitura i fer tons cromàtics), la gralla baixa i la subbaixa. El suport rítmic que acompanya tradicionalment les gralles és el timbal, fet de fusta o de llautó, amb membrana superior de pell i inferior de pell o sintètics amb bordonera.

## Història

### Orígens

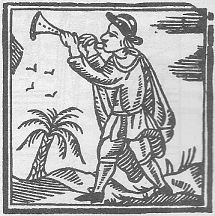
Graller en una auca setcentista

Les primeres referències sobre la gralla les trobem a partir de 1775, tot i això, se'n desconeix l'origen. No hi ha una teoria canonitzada sobre la procedència d'aquest instrument i les teories dels musicòlegs folkloristes són diverses, hi ha corrents d'investigació que opten per teoritzar que va ser un instrument introduït pels àrabs i descendent de les xirimies nord-africanes, hi ha qui teoritza que arribà des d'Occitània provinent d'Hindustan, i per altres és un invent grecollatí. De fet, d'aeròfons de llengüeta doble en trobem gairebé a tot el món amb petites diferències segons el context específics de cada cultura.

### Època d'or
Històricament, les gralles es localitzen a la Catalunya Nova acompanyant determinats balls i entremesos d'aquelles terres, com són les moixigangues, el ball de gitanes i el Ball dels Valencians. Entre els segles xviii i el xix, el ball de valencians evoluciona formant el que avui es coneix com a castells. Des d'aleshores gralles i castells s'han fet sinònims l'un de l'altre.
Entre segles xix i xx hi ha un gran protagonisme de l'ús de la gralla al centre i sud de Catalunya, en concret a les comarques penedesenques (Alt Penedès, Baix Penedès i Garraf) i les del Camp de Tarragona (Tarragonès, Alt Camp i Baix Camp). A les comarques properes també s'hi utilitza força, però a la resta de Catalunya no s'hi arriba a tocar. Com en els seus orígens, en aquesta època la gralla acompanya balls i entremesos populars com ara gegants, gitanes, moixigangues, castellers, entre d'altres. També és present en actes festius com matinades i en diades assenyalades com el carnestoltes o les caramelles.
En aquest moment hi ha un canvi en la moda de ball a Europa que afectarà directament el món de la gralla. Diversos balls de parella com les masurques, polques, valsos, americanes, pericons, xotis, pasdobles desplacen les contradanses, el ball pla o el contrapàs, els balls de moda fins al moment. Aquesta nova moda arriba a Catalunya i obliga als grups de grallers a adaptar-s'hi.

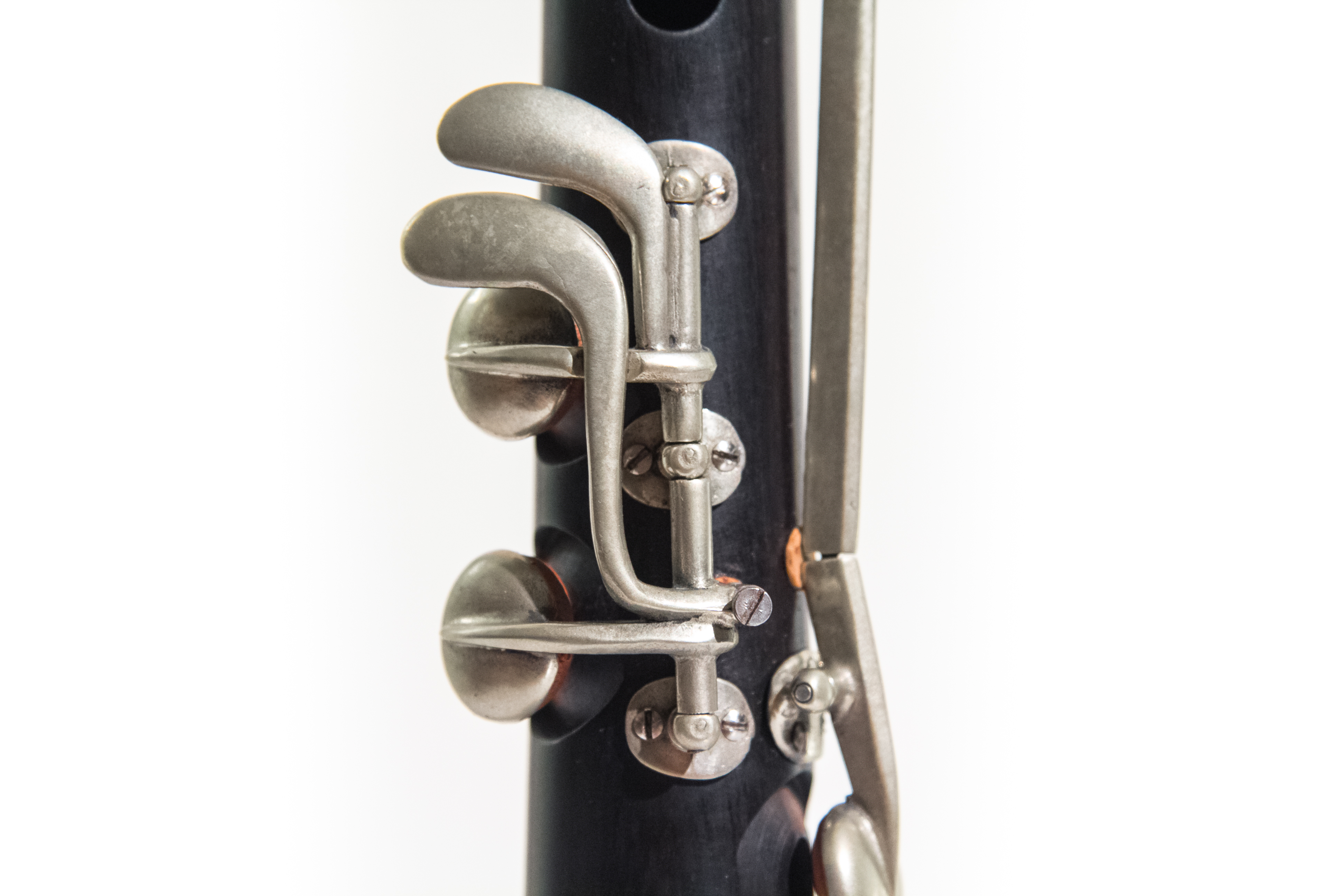
Detall de les claus (fa#, fa i mi) d’una gralla dolça de granadillo feta per Xavier Orriols

Els grallers, no només han d'adequar-se al nou repertori sinó que han de fer modificacions a l'instrument. És precisament en aquest moment quan alguns constructors de gralles com Josep Casellas, transformen les gralles seques en gralles de claus que n'augmenten la tessitura fins a 4 o 5 notes més avall, en milloren l'execució dels semitons i fins i tot construeixen algunes gralles baixes. Els timbals de fusta es comencen a substituir per timbals de llautó amb sistemes per tensar la pell més precisos. Això fa que a finals del segle xix les formacions de grallers es transformin passant del graller solitari o dels dos grallers i timbal a grups de tres grallers i un timbaler. D'aquesta manera s'incorpora a la formació un tercer graller per fer el baix de les noves melodies.
A mesura que avança el segle xix no només es crea i es consolida un repertori graller per a tot el ritual casteller i el món que l'envolta, sinó que l'ús de l'instrument s'estén a l'acompanyament musical de totes les festes, i així el grup de grallers pren rellevància sobretot en àmbits rurals on els cal resoldre la música i els balls de les festes amb recursos econòmics limitats. Així doncs, a les zones rurals es fan balls de gralles en què es toquen aquestes noves danses, cançons de moda, fragments d'òperes i sarsueles, i fins i tot de pel·lícules. Ja a partir del segle xx també tangos i foxtrots.
A principis del segle xx, la gralla dolça ja ha estat adoptat com a instrument principal per la majoria dels grups de grallers, en un període que es coneix com a època d'or de la gralla i que coincideix amb l'època d'or dels castells. D'aquesta època en destaquen alguns grups com els Romeas o els Casimiros. Al mateix temps, també apareixen diversos compositors com Francesc Toldrà, Agustí Cohí, Ramon Roig o Feliu Monné, que van construint el repertori d'aquests grups de grallers.

### Decadència
L'ús de les gralles en els balls va declinar quan es va preferir orquestres o música enregistrada. A partir de la Primera Guerra Mundial, els grups de grallers pateixen una lenta però imparable decadència a causa del canvi de modes musicals i de l'estil de vida de la gent del camp. Els pianos de manubri permetien reduir considerablement els costos d'organització d'un ball i així se'n van apartar els grallers. Per fer-hi front, els grups de grallers es modernitzaren i incorporen instruments com el saxòfon, la trompeta o el fiscorn. Tot això fa replegar els pocs grups de grallers que continuen tocant a l'ús ritual i antic de la gralla com a acompanyament insubstituïble dels castells, altres balls populars i gegants.
Els grups de grallers van aguantant fins a la Guerra Civil i un cop acabada alguns grallers es veuen obligats a tocar, de vegades sols, com acompanyament dels elements folklòrics restants per aconseguir un sobresou.

### De la recuperació fins a l'actualitat

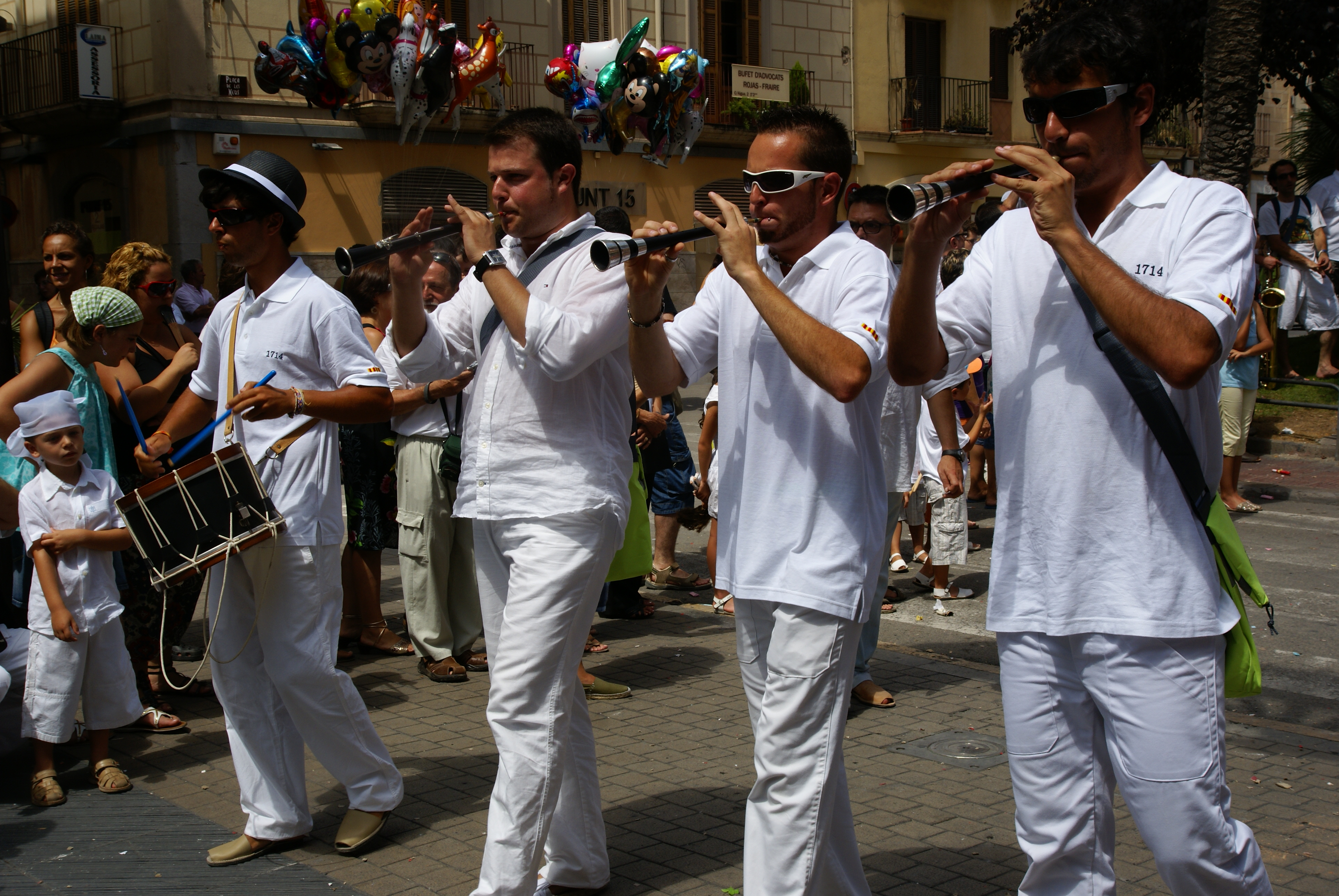
Grup de grallers

El 1952 es crea l'Escola de Grallers de Sitges, un fet que marcarà el tret d'inici d'un procés de recuperació de l'instrument fins als nostres dies. L'escola impulsava un nou model didàctic d'ensenyament de la gralla, tenint en compte que es tractaven d'uns coneixements que fins al moment s'havia transmès de generació en generació en l'àmbit familiar. Durant els anys següents es recuperen festes i tradicions, s'arreglen gralles antigues, i ja a partir de finals de la dècada dels setanta es comencen a construir noves gralles a partir de models antics.
La revifalla que té lloc a la dècada dels setanta en molts camps relacionats amb la festa i la cultura popular no deixa al marge la gralla, que es convertirà en un més dels senyals d'identitat nacionals recuperats. La seva pràctica travessa els límits geogràfics de les comarques tarragonines i comença la seva extensió sobre tot el territori català on tradicionalment sonaven instruments de poca potència sonora com el flabiol i tamborí, el sac de gemecs i les tarotes o xeremies.
El 1981 es publica el primer Mètode de gralla, de Francesca Roig i Jaume Arnella, i a la dècada dels noranta es duen a terme trobades, cursos, concursos de composició i exposicions que ajuden a la recuperació d'aquest instrument. A partir del Primer Congrés de Cultura Tradicional i Popular (1981-1982) es crea des de la Generalitat de Catalunya l'Aula de Música Tradicional i Popular (AMTP) amb la intenció de formar grallers i músics tradicionals de qualitat, l'Aula de Sons a Reus. Al llarg d'aquests anys han sorgit diverses escoles de música tradicional que han impulsat i dignificat l'ensenyament i l'execució d'aquests instruments (Reus, Tarragona, l'Arboç, Vilafranca del Penedès, Badalona, Sant Cugat del Vallès, etc.). L'any 2006 es crea el Grau Superior de Música amb gralla a l'Escola Superior de Música de Catalunya (ESMUC).

## Tipus de gralles
La gralla ha anat evolucionat al llarg dels anys per adaptar-se a les necessitats dels grallers de cada època, per aquest motiu han anat sorgint diversos tipus de gralles diferents amb funcions diferents dins de les formacions. Els principals tipus de gralles són els següents:

### Gralla seca
La gralla seca o curta és el tipus de gralla més primitiu, que es pot reconèixer per les seves característiques: uns dos pams de llargada, set forats melòdics, sis a la part superior i un a l'inferior, sense claus, acabada amb forma de campana amb dos aires (forats per a l'afinació) i amb unes anelles metàl·liques anomenades argolles. El registre de l'instrument va del sol₃ al sol₅, tot i que, amb comoditat, només es pot tocar de sol₃ a sol₄ i de sol#₄ fins a do₅ amb certa dificultat. Té un so fort, estrident i punyent.

### Gralla dolça
La gralla dolça o de claus es tracta d'una evolució de la gralla seca i com el seu nom indica té un so més dolç, amb un tub sonor més llarg. Mitjançant les claus s'augmenta la tessitura fins al mi₃ i es faciliten els cromatismes.

### Gralla llarga
La gralla llarga o de quatre claus, com el seu nom indica, és més llarga que la dolça i té quatre claus als dits petits, a diferència de la dolça que en té bàsicament dos. Això li permet guanyar dues notes fins al do₃ i les seves alteracions. És un instrument inventat al tombant del segle xx i que cau en desús durant el franquisme. Actualment, quasi no s'utilitza, ja que per a fer els baixos de la formació ja s'utilitza la gralla baixa.

### Gralla baixa
Tipus de gralla de tub sonor més llarg que la gralla dolça o llarga, que es fa servir per a executar la tercera veu en la formació clàssica de tres gralles i un timbal. Es tracta d'un instrument recuperat el 1997 per Pau Orriols i Xavier Bayer i que permetia tocar el registre baix de la gralla amb més facilitat. El registre d'aquestes gralles arriben fins al si₂ o fins i tot al la₂.

### Gralla subbaixa
Es tracta d'una gralla ideada pel constructor Ton Munné, presentada el 2014. Gralla amb el tub sonor més llarg (97,5 cm) i so més greu de tota la tipologia de l'instrument, d'una octava per sota del so d'una gralla dolça arribant fins al re₂. Les notes greus són riques en harmònics però poc àgils. Les notes agudes són difícils d'afinar, motiu pel qual, és un instrument interessant sobretot pel registre greu, atès que no hi pot arribar cap altra gralla. És un instrument molt recent i amb poca implantació en els grups que continuen reservant els registres greus a les gralles baixes.

### Grall
Es tracta d'un instrument amb la morfologia de la gralla seca però amb unes dimensions molt més reduïdes, fins a uns deu centímetres menys de llargada. Quant a la tonalitat, sona un to o un to i mig per sobre de la gralla seca. Es tracta d'una tonalitat semblant a la de la dolçaina valenciana en sol, tot i això, el timbre és força diferent. Es desconeix si es tracta d'un predecessor o una evolució de la gralla seca, tot i això, actualment, l'instrument s'ha difós com a eina pedagògica per a infants.

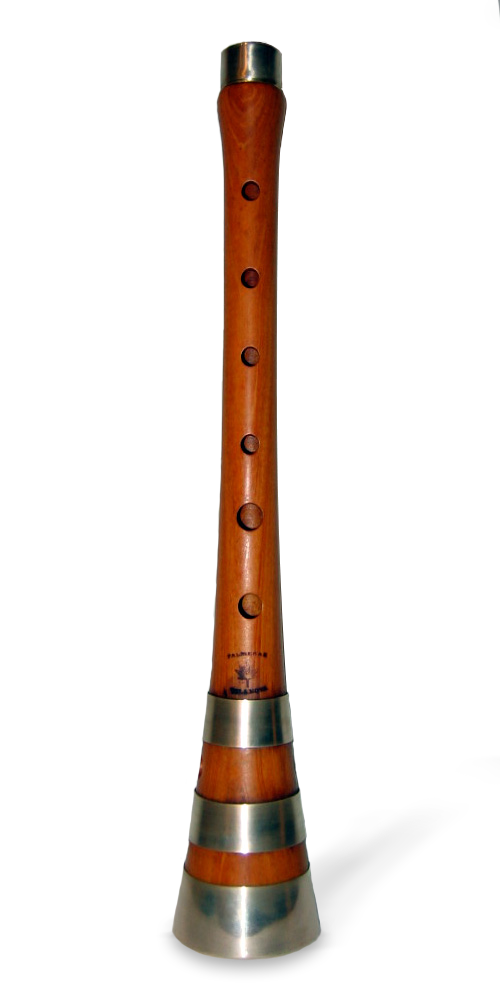
Gralla seca del constructor Xavier Orriols
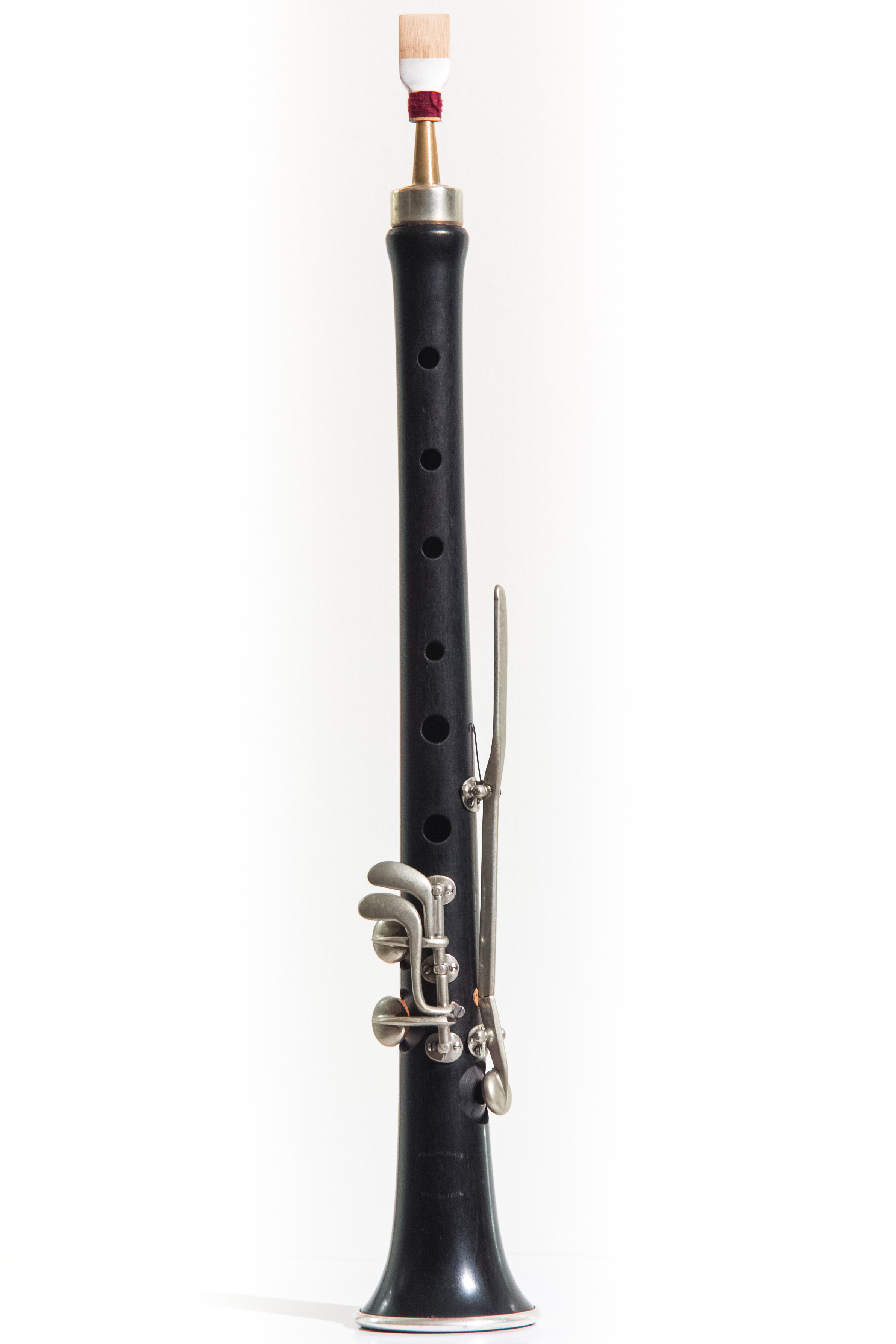
Gralla dolça del constructor Xavier Orriols
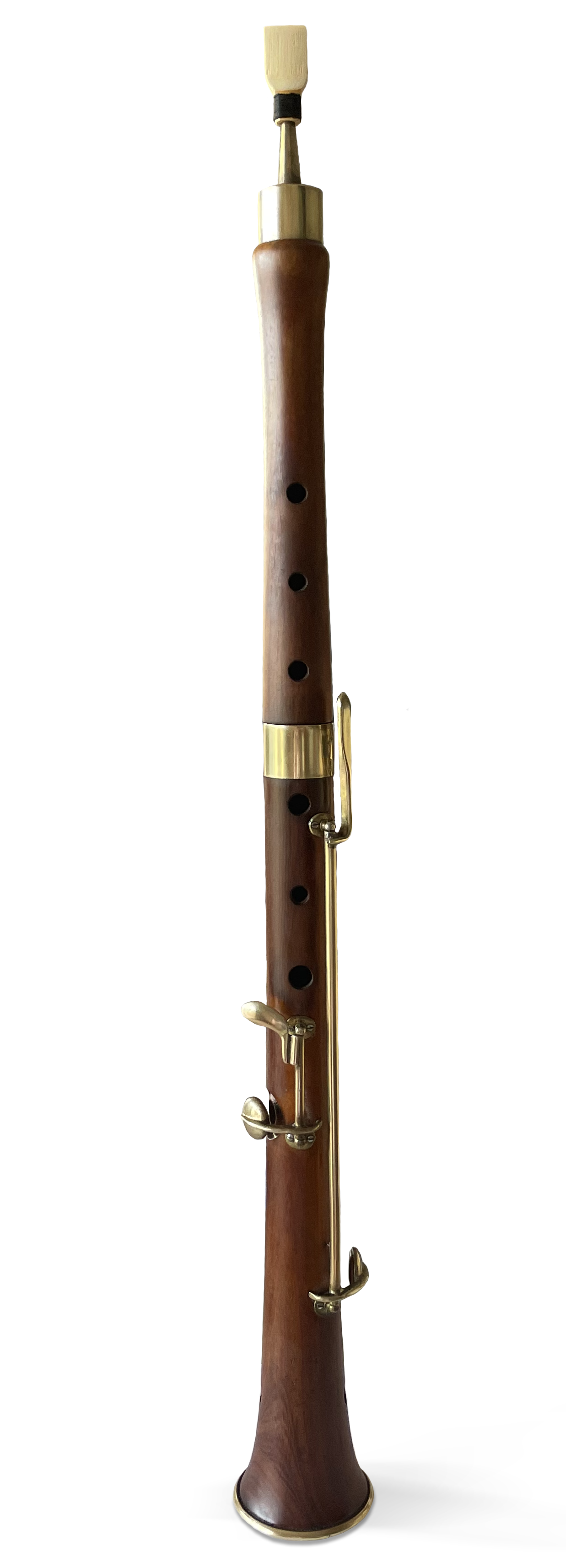
Gralla baixa del constructor Xavier Orriols
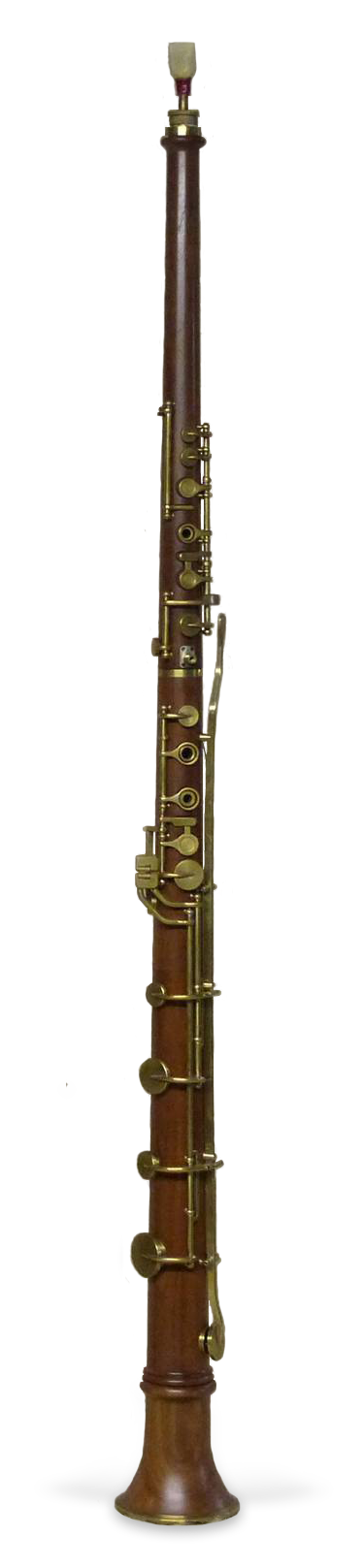
Gralla subbaixa del constructor Ton Munné

## Parts

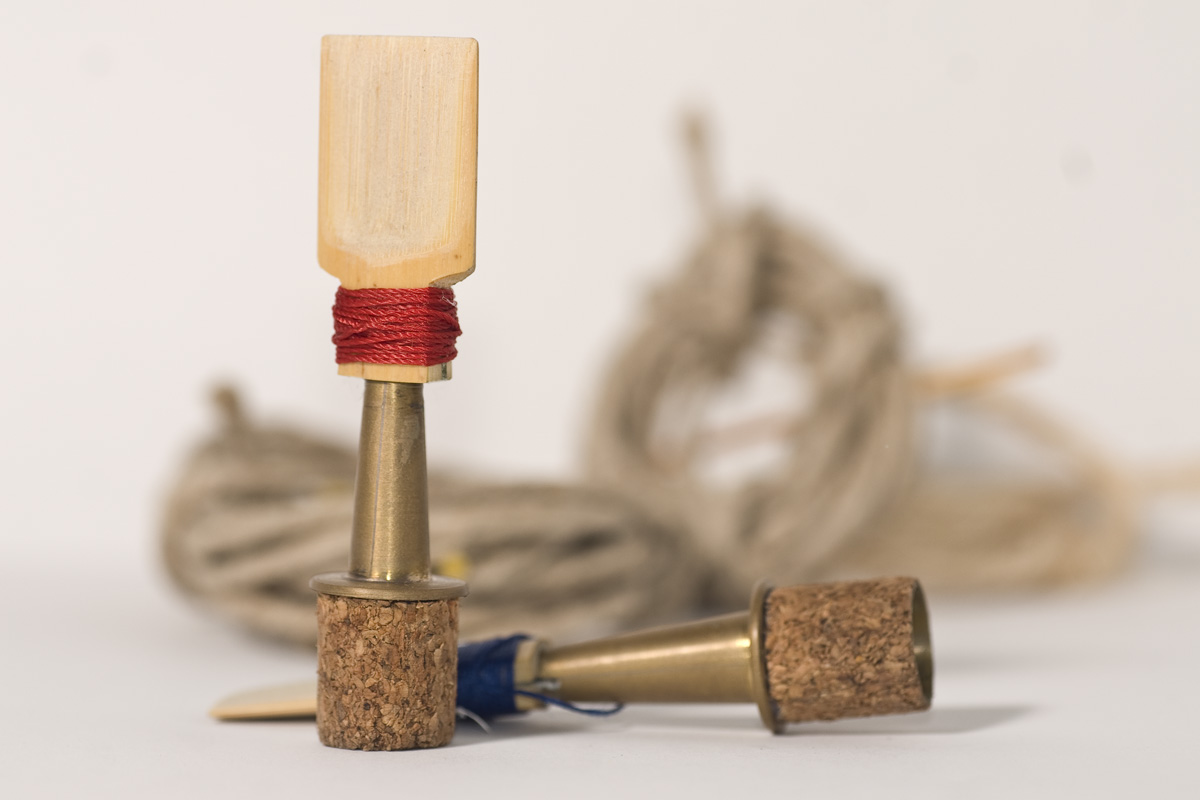
Inxa de pala i tudell

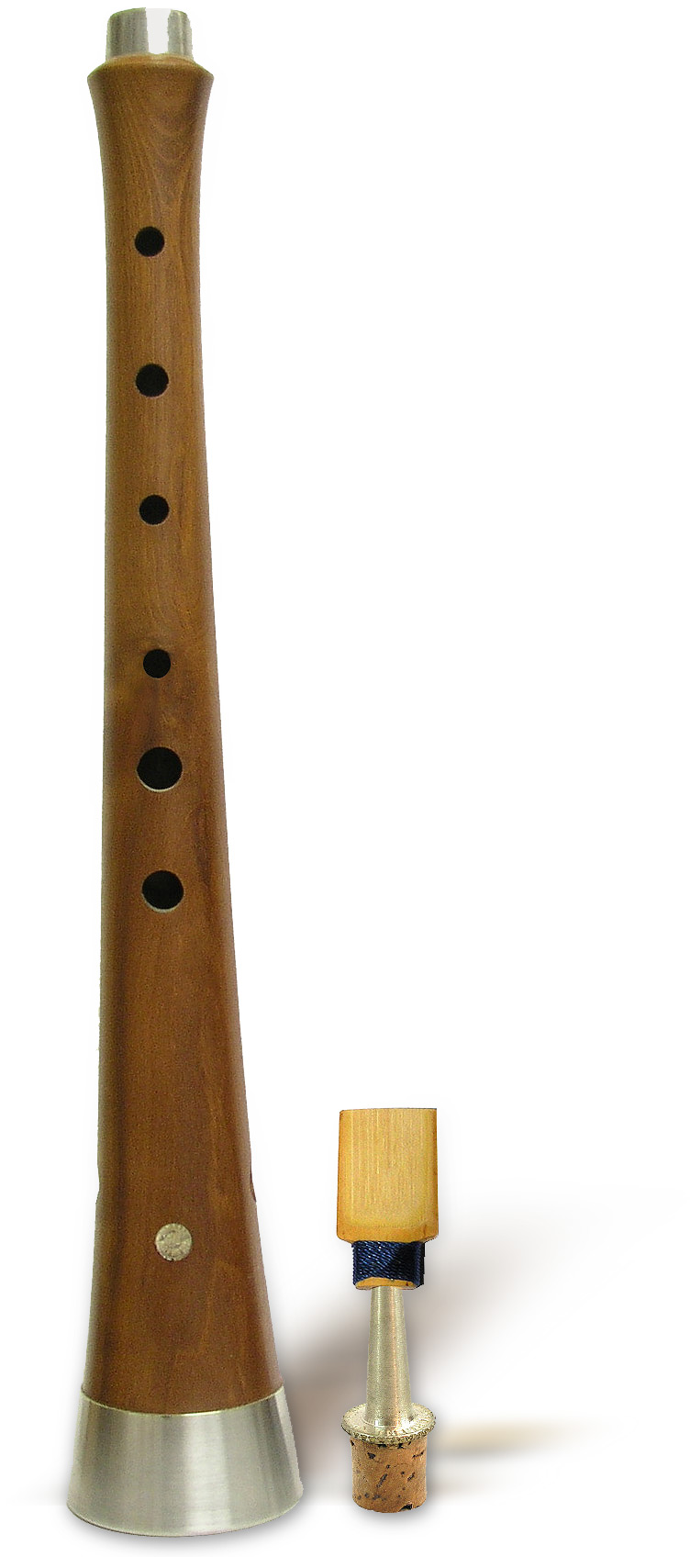
Gralla seca de ginjoler feta per Josep Bonamusa.

Tot i les diferències morfològiques dels diversos models de gralla podem distingir-hi tres parts essencials:
- Inxa o canya: Està formada per dues pales de canya simètriques, però independents, unides entre si per fil o filferro, que en passar-hi l'aire entremig, vibren i produeixen el so. Té una morfologia d'origen medieval que la fa especial, ja que la majoria d'instruments de doble canya han adoptat canyes de forma triangular.[11] Així doncs, la canya tradicional de la gralla és l'inxa de pala o quadrada, que, a diferència de les canyes de la majoria d'instruments de canya doble, està construïda a partir de dues pales independents des d'un inici, de les quals se'n retira el material sobrant amb una gúbia per fer-hi l'espai pel tudell.[12] Per contra, les canyes de dolçaina o de tenora, tenen forma triangular i estan construïdes a partir d'una sola peça de canya simètrica, dividida per la meitat fer-ne les dues llengüetes i, finalment, la part inferior és doblegada per encabir-hi el tudell.[13]
- Tudell: És un tub cònic de metall en què se superposa la canya o inxa a pressió i la uneix al cos de la gralla. Són generalment de llautó i suro per aconseguir una bona unió amb el cos de la gralla. N'hi ha de diferents formes i mides, atès que la seva llargada determinarà l'afinació de l'instrument (com més llarg més greu sonarà la gralla).[11]
- Cos: Té una forma cònica i hi ha realitzats sis forats en la part davantera i un en la posterior, situat aproximadament entre els dos primers davanters. Pot portar claus per augmentar el registre de l'instrument o per facilitar la digitació de les alteracions. Pot estar construït de diverses fustes com el ginjoler, el boix, l'olivera o el granadilla. A més segons el model pot estar format per una sola peça, per dues o tres (campana, cos inferior i cos superior). A la part inferior hi té una campana que amplifica el so produït per l'inxa i en el cas de les gralles seques té dos forats d'afinació anomenats aires.[13] El cos de la gralla sovint està decorat amb anells o argolles metàl·liques de llauna o de plata. Es tracta d'elements ornamentals, que al mateix temps protegeixen la fusta i modifiquen el timbre de l'instrument.[14]

Alguns models de gralla seca del segle xix també tenen una virolla metàl·lica o de banya al tudell d'ús incert que probablement servia per recolzar el llavi del sonador. El protector era acompanyat d'una cadena metàl·lica que el subjectava a l'instrument. Actualment es tracta d'un accessori en desús.

## Afinació
Actualment, conviuen principalment dues afinacions en el món de la gralla:
- Afinació la-440: És l'afinació estàndard internacional i s'usa sobretot a les zones de gralla no tradicional. Tenen un so més punyent.
- Afinació la-415 o en si: Està mig to per sota de l'afinació estàndard internacional i s'ha agafat com a estàndard en els instruments tradicionals. Es fa servir sobretot a la zona de gralla tradicional, és a dir, al Penedès i el Camp de Tarragona. Els instruments en aquesta digitació són transpositors, ja que la nota que sona no es correspon amb la nota de la partitura. És per aquest motiu que també s'anomena afinació en si, ja que en tocar un do, sona realment un si. El so és més vellutat i timbrat.

En els últims anys s'ha afegit una nova afinació: el si♭. Es tracta d'una afinació un to per sota respecte la gralla amb afinació estàndard. També es tracta d'un instrument transpositor perquè en tocar un do, sona un si♭. Les gralles en aquesta afinació tenen un so més suau i controlable, un fet que fa que siguin molt adients per tocar amb altres instruments. Tot i això, no són tan adients per tocar en espais oberts, ja que el so no és tan punyent com el de les altres afinacions.

## Constructors

### Constructors antics

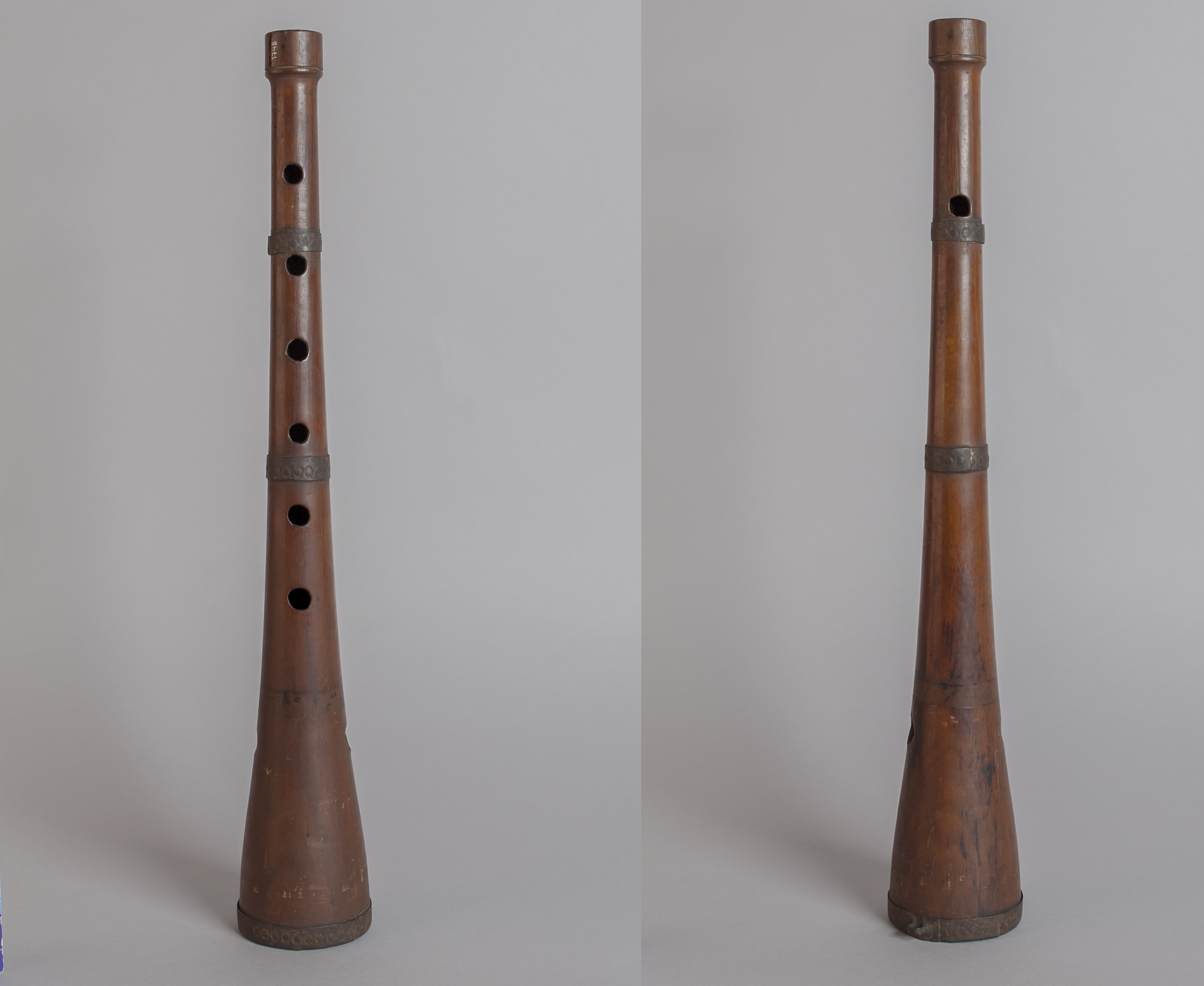
Gralla seca del

Les primeres gralles seques conservades són de finals del segle xviii, podria ser que fossin una evolució de les xeremies medievals (tarotes, primes, tibles, tenorets, etc.) amb una disposició pensada a augmentar-ne el volum, sacrificant la dolçor i la precisió, d'acord amb les noves necessitats. De fet, les referències escrites de l'instrument no va més enllà d'aquesta data. És difícil identificar els constructors de les gralles antigues, atès que n'hi ha molt poques que tinguin inscripció que en permeti conèixer-ne el fabricant. Així i tot, les característiques formals de l'instrument sovint permeten atribuir-lo a algun dels constructors coneguts. Aquests són la nissaga dels Carreras de Vilanova i la Geltrú, els Viñolas de Barcelona, Josep Casellas de Vilanova i la Geltrú i Onofre Pomar de Barcelona i els Reig de Torelló. També hi ha referències vagues de constructors que no s'han arribat a identificar a Alió, Valls, el Vendrell i un altre situat entre la Cava i Deltebre.

#### Carreras (Vilanova i la Geltrú)
La nissaga dels Carreras de Vilanova i la Geltrú són uns dels primers constructors documentats. Sembla que la producció de gralles d'aquest obrador comença a finals del segle xviii i s'estronca el 1865 amb la mort de Magí Carreras Raventós. Les gralles atribuïdes als Carreras són gralles seques o curtes. La majoria són de ginjoler, tot i que també n'hi ha d'altres fustes exòtiques (africanes o americanes). Tenen entre 2, 3 o 4 argolles de llauna o plata ricament ornamentada amb sanefes angulades. Algunes conserven una cadeneta que uneix l'argolla de la campana amb una peça del tudell que probablement serveix recolzar el llavi del sonador, una peça que actualment ha caigut en desús. Les gralles estan marcades amb el segell Carreras-Vilanova acompanyat per un lleó rampant, fet que indicaria certa consolidació de l'obrador.

#### Viñolas (Barcelona)
D'aquest constructor només se n'ha conservat una gralla, un fet que podria fer pressuposar que era un constructor de poca envergadura. Tanmateix, el fet d'estar establert a Barcelona i el fet de tenir un segell identificatiu podria indicar certa consolidació. La gralla conservada es tracta d'una gralla seca semblant al model Carreras, feta de ginjoler, identificada amb el segell bar-na viñolas amb un Anyell de Déu acompanyat d'una banderola i un gotim de raïm.

#### Josep Casellas (Vilanova i la Geltrú)
Josep Casellas i Batet (1842-1916) és probablement el constructor antic més notable i farà unes millores a l'instrument per adaptar-lo a les noves necessitats. Nascut a Albinyana s'instal·larà com a fuster al barri de Mar de Vilanova i la Geltrú. Casellas continua el model Carreras i hi farà diversos canvis allargant-ne la tessitura i afegint-hi sons cromàtics a través de claus, mecanismes que fa anar variant i perfeccionant per millorar-ne la comoditat en l'execució. Els aires (dos forats d'afinació a la campana de les gralles seques) es converteixen en forats per notes, la campana s'allarga i s'estreny. Això farà que el so sigui menys estrident, motiu pel qual se les anomenarà gralles dolces. El model més estès serà la gralla de quatre claus i algunes de les gralles tindran campana metàl·lica, sigui per mimetisme amb la tenora, o bé per estalviar fusta. Les seves gralles eren signades amb el segell J. Casellas-Vilanova amb una noia ballant.

#### Onofre Pomar (Barcelona)
Onofre Pomar era un mallorquí establert a Barcelona conegut per fabricar i importar instruments de França entre els quals hi havia gralles, oboès i flautes, durant el primer terç del segle xx. Les seves gralles, conegudes com «les gralles del Nofre», eren majoritàriament gralles de granadillo o de banús, de quatre o cinc claus. L'exterior de fusta recorda a l'oboè clàssic i les claus d'alpaca a les del clarinet. També té alguns recursos com ara botons per tapar forats o claus articulades per als trencavents d'octava manllevats del saxòfon.

#### Reig (Torelló)
Al llarg de quatre generacions, entre el primer terç del segle xix fins a mitjan segle xx, la família Reig de Torelló va fabricar gralles seques, de claus, sacs de gemecs i flabiols.

### Constructors actuals
Actualment, hi ha diversos constructors de gralles arreu del Principat que han recuperat alguns dels models conservats adaptant-los a les noves necessitats dels músics. També s'han creat nous models de gralla com la baixa i la subbaixa per substituir els usos de la gralla llarga, avui en desús. Entre els principals lutiers de gralles en actiu hi trobem:
- Xavier Orriols (Obrador el Palmerar; Vilanova i la Geltrú): Gralla seca, de claus i baixa.[19]
- Pau Orriols (Vilanova i la Geltrú): Gralla de claus i baixa.[20]
- Josep Bonamusa (Argentona): Gralla seca i de claus.[21]
- Ton Munné (Igualada): Gralla de claus, baixa i subbaixa.[22]
- Albert Duran (A. Duran Luthier; Reus): Gralla de claus i baixa.[23]
- Francesc Sans (Sans Luthier; Sant Jaume de Llierca): Gralla seca, de claus i cromàtica.[24]
- Jordi Aixalà (Riudoms): Gralla seca i de claus.[25]
- Miquel Àngel Ortiz (Xixo Luthier; Sant Pere de Riudebitlles): Gralla seca.[26]
- Francisco Jesús María Romero (Paco «Bessó»; l'Alfàs del Pi): Dolçaines i gralles de resina plàstica, i flabiols de gralla.[Nota 2][27]

Des dels anys vuitanta fins a l'actualitat hi ha hagut altres constructors de gralla com en Miquel Romero de Gàtova establert a Gavà, en Jordi Tomàs de la Rovira Roja, Argent Déu de Cervera, Pere Pardo de la Bisbal d'Empordà, Josep Pratdesava d'Olost o Antoni Puigventós de Cabrera de Mar.